# Puerto Carmen (Palos Blancos)
Puerto Carmen ist eine Ortschaft im Departamento La Paz im südamerikanischen Andenstaat Bolivien.

## Lage im Nahraum
Puerto Carmen liegt in der Provinz Sud Yungas und ist der elftgrößte Ort im Municipio Palos Blancos und liegt auf einer Höhe von 489 m am linken, südwestlichen Ufer des Río Alto Beni, vier Kilometer südlich der Mündung des Río Boopi in den Río Alto Beni.

## Geographie
Puerto Carmen liegt in den bolivianischen Yungas östlich der Anden-Gebirgskette der Cordillera Real.
Die mittlere Durchschnittstemperatur der Region liegt bei etwa 28 °C, der Jahresniederschlag beträgt fast 1600 mm (siehe Klimadiagramm Palos Blancos). Die Region weist ein ausgeprägtes Tageszeitenklima auf, die Monatsdurchschnittstemperaturen schwanken im Jahresverlauf nur unwesentlich zwischen 25 °C im Juni/Juli und 29 °C im November/Dezember. Die Monatsniederschläge liegen unter 100 mm von Mai bis September und erreichen Werte von mehr als 200 mm von Dezember bis Februar.

## Verkehrsnetz
Puerto Carmen liegt in einer Entfernung von 260 Straßenkilometern nordöstlich von La Paz, der Hauptstadt des gleichnamigen Departamentos.
Von La Paz führt die Nationalstraße Ruta 3 über Coroico und Caranavi in nordöstlicher Richtung bis zur Brücke über den Río Beni. Vor der Brücke zweigt eine unbefestigte Landstraße in östlicher Richtung von der Ruta 3 ab und erreicht flussaufwärts über Villa El Porvenir und San Antonio de Eduardo Avaroa nach 37 Kilometern Puerto Carmen, die Straße führt dann entlang des Río Alto Beni weiter nach Agua Dulce, San José und Villa Concepción.

## Bevölkerung
Die Einwohnerzahl des Ortes ist in dem Jahrzehnt zwischen den beiden letzten Volkszählungen auf fast das Doppelte angestiegen:
| Jahr | Einwohner         | Quelle       |
| ---- | ----------------- | ------------ |
| 1992 | keine Detaildaten | Volkszählung |
| 2001 | 193               | Volkszählung |
| 2012 | 373               | Volkszählung |
| 2024 |                   | Volkszählung |